# Diakon
Diakon (græsk διακονος, diakonos) er biskoppens medhjælper i oldkirken.

## Den romersk-katolske kirke
I den katolske kirke er diakonen en selvstændig del af klerus (biskopper, præster og diakoner). Diakonen er først og fremmest biskoppens tjener og dermed kirkens tjener. Katolske diakoner står direkte under biskoppen. Diakonens virke er tredelt: Liturgi, evangelisering og diakonalt arbejde. Diakonen forvalter selvstændigt sakramenter og kan fejre gudstjeneste med uddeling af Kristi Legeme (kommunion). Diakonen kan prædike, døbe, vie ægtepar og foretage begravelser, men han kan ikke celebrere messen. Under fejring af messen har diakonen sine egne opgaver bl.a. at læse evangeliet og at opfodre menigheden til at ønske hverandre Guds fred.
Kun mænd kan blive ordineret i den katolske kirke, hvorfor der ingen kvindelige diakoner findes. Der findes to typer diakoner: overgangs og permanente. Overgangs-diakonen er en mand, der ordineres som diakon cirka et år inden ordinationen som præst. Han forbliver dog diakon hele livet og dermed tjener for kirken, også efter ordinationen som præst. Katolske biskopper er således også diakoner, hvilket ses af, at de fx ved diakon- og præstevielser) bærer diakonens dalmatica under deres messehagel. Den permanente diakon har kald som diakon og dermed til at tjene kirken og forbliver diakon resten af livet. Gifte mænd kan godt blive diakon i den katolske kirke, men diakoner kan ikke blive gift.
Uddannelsen som diakon i den katolske kirke varer fire år og gennemføres ved siden af kandidatens øvrige liv med familie og arbejde.
De fleste permanente diakoner er gift, har børn og arbejde uden for kirken. En af deres vigtigste roller er at forbinde kirken med det omkringliggende samfund og at være et billede på Kristi virke i verden.
Som aspirant til det permanente diakonat kan optages mænd, der er fyldt 35 år. Disse mænd kan være gift og have børn. Mænd, der er fyldt 25 år, kan optages som aspiranter, hvis de er ugifte. Sidstnævntes uddannelse omfatter fire års fuldtidsstudium, og de skal leve ugift.
Det permanente diakonat blev nyetableret ved andet vatikanerkoncil og er en del af den fornyelse af den katolske kirke, der blev indledt ved koncilet.
I den katolske kirke kan diakoner kendes ved, at de bærer deres stola over venstre skulder til højre hofte og en dalmatica i stedet for en messehagel. Dalmaticaen er lige i bunden, hvor præstens messehagel er buet.

## Andre trossamfund
Kvindelige diakoner findes i visse trossamfund og betegnes nu diakoner – og diakonisser.
I nogle protestantiske kirker udfører diakoner sjælesorg, undervisning, pleje af syge og gamle og anden social forsorgstjeneste. I Danmark uddannes diakoner og diakonisser på Filadelfia, Dianalund, Diakonhøjskolen i Århus, og Diakonissestiftelsen på Frederiksberg.